# Fernando Cuya Palomino
Fernando Cuya Palomino (Lima, Perú, 1980, es un poeta, escritor y docente peruano que pertenece a la denominada “Generación del 2000” en la poesía peruana.

## Trayectoria
Estudió Literatura en la Universidad Nacional Mayor de San Marcos de Perú donde también realizó estudios de posgrado en Literatura Peruana y Latinoamericana. 
En 2013, publica su primer poemario “Poemas de oficina”. Dos años después, publica su siguiente poemario “Palabras lejanas”.
En 2017, gana el concurso internacional de tesis de posgrado “Cátedra Neruda” 2017. Este mismo año se publica en España su tesis La retórica del desagravio en "Ogue jave takuapu-Cuando se apaga el takuá" de Susy Delgado.
En 2018, es invitado por la Academia Peruana de la Lengua a participar de un recital poético organizado por esta institución.
En 2019, junto al poeta peruano Marco Martos, presenta el libro «Claro que no da lo mismo» del cantante chileno Alberto Plaza, en el auditorio principal de la Feria Internacional del Libro de Lima.
En 2020, participó en el 1.er encuentro entre poetas de Perú y la India, evento organizado por la embajada de Perú en la India y el instituto Indo Hispanic Languaje de Calcuta.
En 2021, es invitado por la Feria Internacional del Libro de Santa Marta-Colombia(FILSMAR) que es organizado por la Universidad del Magdalena.

## Obras

### Poesía
- Poemas de oficina (1.ª edición). Editorial Contracultura, Lima-Perú, 2013 .
- Poemas de oficina (2.ª edición). Editorial Vicio Perpetuo, vicio perfecto, Lima-Perú, 2014. ISBN 978-612-46676-0-4 .
- Palabras lejanas. Editorial Vicio Perpetuo, vicio perfecto, Lima-Perú, 2015. ISBN 978-612-4289-00-2 .
- Poemas del parque. Editorial Casa del Escritor, Lima-Perú, 2025. ISBN 978-612-99037-1-2 .

### Obra publicada en antologías
- Todas las voces. Lima, Editorial Vicio Perpetuo, vicio perfecto, 2013. ISBN 978-612-46354-3-4 .
- Sinfonía lírica. Lima, Editorial Vicio Perpetuo, vicio perfecto, 2014. ISBN 978-612-46507-9-6 .
- La palabra provocada. Lima, Editorial Instituto cultural iberoamericano, 2018. ISBN 978-612-47862-0-4 .
- Conexión lírica. Lima, Editorial Casa del escritor, 2020. ISBN 978-612-47874-5-4 .

### Obras académicas
- La retórica del desagravio en "Ogue jave takuapu-Cuando se apaga el takuá" de Susy Delgado. España, Biblioteca Virtual Miguel de Cervantes, 2017 .